# Орлинский, Александр Робертович
Алекса́ндр Ро́бертович Орли́нский (настоящее имя Александр Рувинович Крипс; 1892, Орхей, Бессарабская губерния — 16 марта 1938, Владивосток, Дальневосточный край) — советский военный деятель, журналист, театральный критик. По мнению некоторых литературоведов, возможный прототип персонажа романа Михаила Булгакова «Мастер и Маргарита» Латунского.

## Биография
Родился в Оргееве в еврейской семье.  Учился в Санкт-Петербургском университете. Не окончил. Принимал активное участие в студенческом движении в связи с делом Бейлиса. Состоял в партии эсеров. 
Участник Гражданской войны, в Красной армии с 1918 года. С 1917 по 1924 год — член бюро по делам военнопленных Петроградского военного округа, возглавлял отдел ПУРа Юго-Западного фронта. В декабре 1918 года порвал с эсерами и вступил в РКП(б). С января 1923 года — военком управления 2-го помощника начальника Штаба РККА; в 1924 году — комиссар организационного отдела Штаба РККА. С марта 1924 года в бессрочном отпуске.
С 1924 года — генеральный секретарь ОСОАВИАХИМа СССР, начальник отдела массовой работы Московского горкома ВКП(б). Был редактором журнала «Современный театр», симпатизировал «левому» театру. Работал в Главреперткоме (один из трёх членов) — главной инстанции советской театральной цензуры. Член ассоциации театральных критиков.
В 1920-е годы среди прочего подвергал жёсткой критике творчество Михаила Булгакова, обличал «булгаковщину», вместе с А. В. Луначарским и В. В. Маяковским нападал на МХАТ за постановку пьесы «Дни Турбиных». В 1926 году назвал писателя в статье «бойцом белой гвардии». Театральная пьеса Булгакова «Дни Турбиных» была им определена как «„политическая демонстрация, в которой Булгаков перемигивается с остатками белогвардейщины“», «белая пьеса, кое-где подкрашенная под цвет редиски», «„сверчковщина на печи“ — диккенсовская пьеса». Также боролся с МХАТ 2-м. Член правления Общества друзей советской кинематографии (ОДСК) (1927).
Версию о соединении в романе «Мастер и Маргарита» в образе критика Латунского двух критиков-неприятелей драматурга, Орлинского и Осафа Литовского, высказывали Владимир Лакшин и Людмила Бояджиева.
Был вместе с руководством издательства «Теакинопечать» обвинён в злоупотреблениях (коммерциализации издательства, которое по статусу было акционерным обществом с государственным участием): «в начале 1929 г. обследованием Объединённого бюро жалоб НК РКИ были установлены беспринципность и делячество в работе издательства, коммерческий уклон и установка на обслуживание театрального и кинозрителя». В марте 1929 году состоялся общественный суд над руководителем издательства «Теакинопечать» Вячеславом Павловичем Успенским. В ходе процесса против Успенского и его коллег были выдвинуты тяжкие обвинения, в том числе и политические. В прессе («Известия», «Кино», «Вечерняя Москва», «Комсомольская правда») была развернута кампания травли. 28 марта Успенский покончил с собой.
«Издательство ориентировалось главным образом на зрителя коммерческих кино- и „больших“ театров. Прямым отражением этого явилось отсутствие в издаваемой Теакинопечатью литературе продукции, предназначенной к обслуживанию очередных политических лозунгов и кампаний. Кампания по чистке отметила наличие в прошлом установки издательства на издание так называемой „лёгкой“ литературы (открытки, либретто, биографии). Всё это было рассчитано на мелкобуржуазные вкусы обывательской массы, аполитично, лишено марксистского характера. Только в 1930 году наметился перелом истории массовой литературы в сторону приближения её к современности».
В итоге чистки «Теакинопечати» «Из 188 сотрудников „Теакинопечати“, подлежащих проверке, было проверено 178. <…>Всего удалено из аппарата 28 человек. <…>Кроме того, на 38 сотрудников (21,5 %) наложены административные взыскания — строгие выговоры, выговоры с предупреждением и т. д.». В 1930 году издательство было закрыто и передало свои редакционные функции издательству «Земля и фабрика». Пострадал и Орлинский.
С 1929 года — редактор в ТАСС, заместитель ответственного редактора газеты «За коммунистическое просвещение», где продолжал иногда заниматься театральной критикой. С 1934 года начальник политсектора Акционерного камчатского общества, жил в Петропавловске-Камчатском. В июле 1937 года арестован, в марте 1938 года осуждён по статье 58 пп. 1а, 7, 8, 11 УК РСФСР и расстрелян во Владивостоке.
В 1956 году реабилитирован.

## Сочинения
- Бандитизм и борьба с ним // Армия и революция. 1921. № 2/3. С. 3-16.
- 1905 год в политсудах. — М.: Долой неграмотность, 1925. — 48 с.
- Первая русская революция (1905 г.) М.: «Долой неграмотность», 1925. — 90 с.
- Чем Красная армия сильнее армий капиталистических государств. М.: Долой неграмотность, 1925. — 36 с.
- Инсценированный доклад о XIV съезде ВКП(б). М.—Л.: Долой неграмотность, 1926.
- Массовое действо. Руководство к организации и проведению празднования десятилетия Октября и других революционных праздников. М.: Госиздат, 1927. (соавтор — Н. И. Подвойский)
- Камо грядеши? После постановки «Орестеи» // Новый зритель. 1927. № 1.